# Síndrome d'aixafament
Una síndrome d'aixafament (o rabdomiòlisi traumàtica o síndrome de Bywaters) és un trastorn caracteritzat per un xoc important i una insuficiència renal després d'una greu compressió de músculs esquelètics. La lesió per aixafament és la compressió dels braços, les cames o altres parts del cos que provoca inflor muscular i/o alteracions neurològiques a les zones afectades del cos, mentre que la síndrome d'aixafament és la lesió d'aixafament localitzada amb manifestacions sistèmiques. Els casos es donen habitualment en catàstrofes com terratrèmols, a víctimes que han quedat atrapades.
Les víctimes per aixafament presenten alguns dels majors reptes de la medicina i poden estar entre les poques situacions en què es necessita un metge al lloc de l'aixafament. La preparació fisiològica adequada dels ferits és obligatòria. Pot ser possible alliberar el pacient sense amputació, però, en situacions dràstiques, poden ser necessàries amputacions al lloc de l'extremitat atrapada.